# Lotte Ingrisch

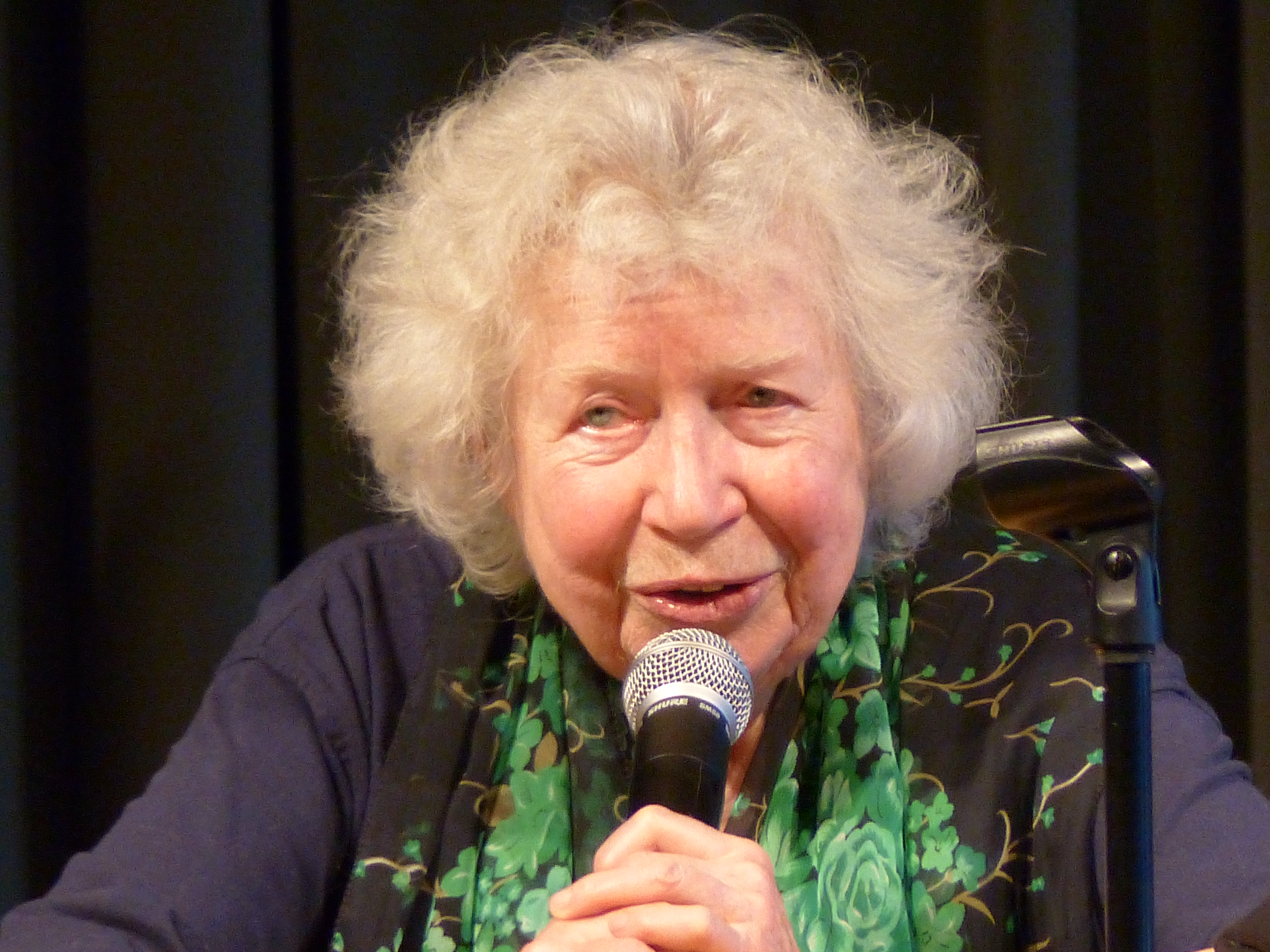
Lotte Ingrisch bei einer Podiumsdiskussion in Pinkafeld 2017

Charlotte „Lotte“ Ingrisch, geb. Charlotte Gruber (* 20. Juli 1930 in Wien; † 24. Juli 2022 ebenda), war eine österreichische Schriftstellerin, Theater- und Hörspielautorin.

## Leben
Als Tochter von Emma und Karl Gruber geboren, war Charlotte Gruber von 1949 bis 1965 mit dem Philosophen Hugo Ingrisch verheiratet, dessen Nachname zu ihrem Künstlernamen wurde. Ab 1966 war Ingrisch Ehefrau des 1996 verstorbenen österreichischen Komponisten Gottfried von Einem, für den sie auch etliche Libretti und Liedtexte schrieb. Am bekanntesten ist wohl die gnostische Mysterienoper Jesu Hochzeit, deren Uraufführung 1980 im Theater an der Wien zu einem Theaterskandal wegen angeblicher Blasphemie führte und ihr eine Briefbombe des Terroristen Franz Fuchs, allerdings an eine veraltete Adresse, bescherte. 
Lotte Ingrisch veröffentlichte in ihrer frühen Schaffensperiode (1950er und 1960er Jahre) zunächst unter dem Pseudonym Tessa Tüvari humoristische, dann unter eigenem Namen psychologische Romane. Ab Mitte der Sechzigerjahre schrieb sie Komödien, Zauberpossen, Science-Fiction, Hörspiele, Fernsehspiele, Libretti und Sachbücher.
Ab 1970 beschäftigte sie sich, auch in ihren Büchern, mit Bewusstseins-, Sterbe- und Jenseits-Forschung, Tierrecht, Sozialutopien und einer rechtshemisphärischen Reformpädagogik. Daneben schrieb sie, außer Beiträgen zur Transzendenz, zwei Kriminalromane. Sie lebte zu dieser Zeit mit ihrem Gatten Gottfried von Einem hauptsächlich im Waldviertel, vor allem in Rindlberg (Ort der Gemeinde Bad Großpertholz), Oberdürnbach (Gemeinde Maissau) und zuletzt in Weikertschlag an der Thaya. Zu diesen wegen ihrer Störzonen geomantisch interessanten Orten nahm sie in ihren Büchern immer wieder Bezug. Nach dem Tod ihres Mannes schenkte sie ihr Haus in Oberdürnbach als Gottfried von Einem-Museum der Gemeinde Maissau, die dort alljährlich Konzerte veranstaltet.
1990 übereignete Lotte Ingrisch ihren bis dato vorliegenden literarischen Vorlass dem Literaturarchiv der Österreichischen Nationalbibliothek. 1993 gründete sie die „Schule der Unsterblichkeit“, um den Menschen die Angst vor dem Tod zu nehmen, und engagierte sich für ein selbstbestimmtes Sterben in Würde. Ingrisch war Vizepräsidentin der Gottfried von Einem Musik-Privatstiftung und gründete 2010 die Internationale Gottfried von Einem-Gesellschaft, die sie als ihre Universalerbin einsetzte und deren Präsident der Komponist und Dirigent HK Gruber ist. Durch ihre Ehe mit Gottfried von Einem war sie die Stiefmutter des im September 2021 verstorbenen ehemaligen österreichischen Innen-, Wissenschafts- und Verkehrsministers Caspar Einem.
Zum Abschluss eines Gesprächs über ihre Wohnung in der Wiener Hofburg sagte Lotte Ingrisch im Herbst 2014: „Ich freue mich schon auf den kleinsten Raum, in dem ich je gewohnt haben werde – auf den Sarg. […] Ich wünschte, ich wäre tot. Wenn in Österreich die Sterbehilfe legal wäre, hätte ich mich schon längst für die Müllabfuhr gemeldet. Ich bin 84 und habe mein Lied gesungen. Ende der Vorstellung.“
Lotte Ingrisch starb im Juli 2022 mit 92 Jahren. Bestattet wurde sie im August 2022 auf dem Friedhof Hietzing, in der Familiengruft von Gottfried von Einem (Gruppe 60, Reihe 7, Nummer 18).

## Werke

### Prosawerke
- Verliebter September (1958)
- Das Engelfernrohr (1960)
- Fest der hungrigen Geister (1961)
- Amour noir (fertiggestellt 1960, verlegt erst 1985)
- Salzburg für jedermann (1978)
- Reiseführer ins Jenseits (1980)
- Bauerngärten. Das nützliche Paradies (1984)
- Schmetterlingsschule oder Die Veränderung der Welt im Kopf (1986)
- Die Kapelle der Gefahren (1988)
- Donnerstagebuch (1988) – ein esoterischer Briefwechsel mit dem verstorbenen Jörg Mauthe[3]
- Auf den Flügeln des Gesanges. Musikalische Novellen und Erzählungen aus zwei Jahrhunderten (1988) – Co-Autor Gottfried von Einem
- Die Pestsäule (1989)
- Nächtebuch (1989)
- Herr Jacopo reitet (1990)
- Feenschrei – Ein Wegweiser in die Elbenwelt (1991)
- Der Engel des Alters oder Methusalem im Wunderland (1993)
- Die schöne Mörderin (1994)
- Das Lotte Ingrisch-Lesebuch (1995)
- Das Leben beginnt mit dem Tod (1996)
- Ratte und Bärenfräulein. Die Jenseitsreise des Gottfried von Einem (1997)
- Mich hetzen Klänge – Die Componierzettelchen des Gottfried von Einem  (1999) – herausgegeben von Lotte Ingrisch
- Unsterblichkeit. Protokolle aus dem Jenseits. Eine Dokumentation der Hoffnung (2000)
- Rindlberg (2000)
- Schmetterlingsschule oder Die Veränderung der Welt im Kopf (2000)
- Die Kelten erwachen (CD, 2000)
- Reiseführer ins Jenseits (Buch und CD, 2000, 2011)
- Unsterblichkeit. Protokolle aus dem Jenseits (2000)
- Die schöne Mörderin (2001)
- Die ganze Welt ist Spaß. Ein Leben in Anekdoten (2002, 2012)
- Das Fest der hungrigen Geister
- Die ganze Welt ist Spaß! Ein Leben in Anekdoten von Lotte Ingrisch und Gottfried von Einem (2002)
- Der Himmel ist lustig. Jenseitskunde oder Keine Angst vorm Sterben (2003)
- Physik des Jenseits (2004)
- Der Geister-Knigge (2006)
- Die neue Schmetterlingsschule oder die Rückkehr der Seele in den Unterricht (2006)
- Eine Reise in das Zwielichtland (2007)
- Die schöne Kunst des Sterbens (2008)
- Die Erde – unterirdisch, überirdisch, außerirdisch (2010)
- Die doppelte Lotte (2011)

### Hörspiele
- Alle Vöglein, alle
- Clementis wilde Jagd oder Ich bin ein phallisches Mädchen, Musik von Gottfried von Einem
- Nachtmeerfahrt, Musik Heinz Karl Gruber
- Mord im Internat
- Höchste Zeit, dass die Delphine kommen
- Eine leidenschaftliche Verwechslung
- Ein Abend zu dritt, Musik von Gottfried von Einem
- Der Bräutigam
- Der Unstern
- Harlekins Himmelfahrt
- Solo
- Die schöne Mörderin

### Fernsehspiele
- Wiener Totentanz (1969)
- Plejade (1970)
- Der Schneemann brennt (1971)
- Der Hutmacher (1972)
- Teerosen, Musik von Gottfried von Einem (1977)
- Schlange sucht passendes Paradies (1977)
- Fairy (1977)
- Abendlicht oder die Liebe im Alter (1977)

### Theaterstücke
- Salzpuppen (1963)
- Vanillikipferln (1964)
- Mörderballett, später Schwarze Damen Zeit (1964)
- Letzte Rose (1964)
- Donau so blau (1965)
- Ein Abend zu dritt (1965)
- Die Witwe (1965)
- Wastopol (1967)
- Die Wirklichkeit und was man dagegen tut (1968)
- Glückliches Leben (1968)
- Affe des Engels (1969)
- Wiener Totentanz
- Firmung des Einhorns (1971)
- Kybernetische Hochzeit
- Damenbekanntschaften (1973) – unter diesem Titel wurden im S. Fischer Verlag vier auch aus dem österreichischen Fernsehen schon bekannte Einakter zusammen publiziert
  - Ein Abend zu dritt
  - Die Heiratsschwindlerin, Posse mit Musik (1973)
  - Vanillikipferln

#### Als Taschenbuch verlegt
- Die Heiratsschwindlerin (1973)
- Das träumende Licht – Einakter
- Der rote Bräutigam (1974)
- Der Schacht zum Hades (1975) – Teil der Tetralogie zusammen mit „Wiener Totentanz“, „Die Witwe“ und „Letzte Rose“
- Geisterstunde (1976)
- Kabale und Liebe (1976) – Textbearbeitung als Libretto für Gottfried von Einem
- Die Fünfte Jahreszeit (1978)
- Herr Floridus (1978) – auch: Herzreise oder Die Zeit der Zeit ist vorbei (1981)
- Jesu Hochzeit (1980) – Libretto für Gottfried von Einem
- Prinz Chocolat – Libretto für Gottfried von Einem
- Lambert Veigerl macht sein Testament (1980)
- Mysterienkomodie (1978)
- Tulifant (1990) – Libretto für Gottfried von Einem
- Wiener Totentanz, früher: Südamerika (1990)
- Überlaßt den Elementen Euch mit Ihren Geistern (1991)
- Paracelsusspiel, Musik von Gottfried von Einem (1991)
- Anubis weint (1992)
- Der Zimmerherr (1995)
- Das träumende Licht, Melodram (1995)
- Der Liebestod, auch: Der Zimmerherr (1995)
- Luzifers Lächeln (1998) – letztes Libretto für Gottfried von Einem, erst nach dessen Tod uraufgeführt am 4. Februar 1998

### Liedtexte
- Liderliche Lieder zur Gitarre (1982) – Liedertexte für Gottfried von Einem
- Waldviertler Lieder (1984)
- Prinzessin Traurigkeit oder Ein Känguruh im Schnee (1992) – Liedertexte für Gottfried von Einem
- Alchemistenspiegel (1990) – Liedertexte für Gottfried von Einem
- Vier Tierlieder (1996) – Liedertexte für Gottfried von Einem

### Ungespielt, unproduziert
- Das Schloss der Eurydike (1965)
- Der Alchimist (1965)
- Die Sieger sind impotent (1965)
- Kater Murr, Musik von Gottfried von Einem, vom NDR als pornographisches Hörspiel bestellt und eben deshalb nie produziert (1968, der Auftrag erfolgte in Weinlaune)
- Ballett Rheumatic (1969)
- Till Eulenspiegel (1970)
- Die Mondhexe, von der BBC beauftragtes sechsteiliges SF-Serial (1971)
- Blue Box, auch: Spielzeit (1972)
- Comeback (1976)
- Mirjam und der Lord (1976)
- Tanz am Strand (1982)
- Darwins Engel, Evolutionskomödie (2009)

## Auszeichnungen
- Österreichisches Ehrenkreuz für Wissenschaft und Kunst I. Klasse (2002)
- Goldenes Ehrenzeichen für Verdienste um das Bundesland Niederösterreich (2006)